# Ni (Kana)
に in Hiragana oder 二 in Katakana sind japanische Zeichen des Kana-Systems, die beide jeweils eine Mora repräsentieren. In der modernen japanischen alphabetischen Sortierung stehen sie an der 22. Stelle. Die Form beider Kana ist vom Kanji 仁 abgeleitet und beide stellen [ni] dar. Im Japanischen kommt dem Hiragana に als Partikel der Ortsangabe und des Empfangens (ähnlich dem deutschen woher und wohin) eine besondere Bedeutung zu.

## Varianten
| Form                                   | Rōmaji        | Hiragana                             | Katakana                             |
| -------------------------------------- | ------------- | ------------------------------------ | ------------------------------------ |
| Normal n- (な行 na-gyō)                | ni            | に                                   | ニ                                   |
| Normal n- (な行 na-gyō)                | nii, nyi nī   | にい, にぃ にー                      | ニイ, ニィ ニー                      |
| Zusätzliches yōon ny- (にゃ行 nya-gyō) | nya           | にゃ                                 | ニャ                                 |
| Zusätzliches yōon ny- (にゃ行 nya-gyō) | nyaa nyā      | にゃあ, にゃぁ にゃー                | ニャア, ニャァ ニャー                |
| Zusätzliches yōon ny- (にゃ行 nya-gyō) | nyu           | にゅ                                 | ニュ                                 |
| Zusätzliches yōon ny- (にゃ行 nya-gyō) | nyuu nyū      | にゅう, にゅぅ にゅー                | ニュウ, ニュゥ ニュー                |
| Zusätzliches yōon ny- (にゃ行 nya-gyō) | nyo           | にょ                                 | ニョ                                 |
| Zusätzliches yōon ny- (にゃ行 nya-gyō) | nyou nyoo nyō | にょう, にょぅ にょお, にょぉ にょー | ニョウ, ニョゥ ニョオ, ニョォ ニョー |

| weitere Formen    | weitere Formen                    | weitere Formen                    |
| Form (ny-)        | Form (ny-)                        | Form (ny-)                        |
| Rōmaji            | Hiragana                          | Katakana                          |
| ----------------- | --------------------------------- | --------------------------------- |
| (nya)             | (にゃ)                            | (ニャ)                            |
| (nyi)             | (にぃ)                            | (ニィ)                            |
| (nyu)             | (にゅ)                            | (ニュ)                            |
| nye nyei nyee nyē | にぇ にぇい, にぇぃ にぇえ にぇー | ニェ ニェイ, ニェィ ニェエ ニェー |
| (nyo)             | (にょ)                            | (ニョ)                            |

## Weitere Darstellungsformen
- In japanischer Brailleschrift:
- Der Wabun-Code ist －・－・
- In der japanischen Buchstabiertafel wird es als „日本のニ“ (Nippon no Ni) buchstabiert.